# Rasa de les Boixeres
La Rasa de les Boixeres és un corrent fluvial afluent per l'esquerra de la Riera de Gargallà el curs del qual transcorre íntegrament pel terme municipal de Montmajor (Berguedà).

## Xarxa hidrogràfica
La xarxa hidrogràfica de la Rasa de les Boixeres està integrada per un total de 3 cursos fluvials, 2 dels quals són subsidiaris de 1r nivell. La totalitat de la xarxa suma una longitud de 2.359 m. que transcorren íntegrament pel terme municipal de Montmajor